# Champions Trophy masculin 2018
Navigation
2016
Le Champions Trophy masculin 2018 est la 37e et dernière édition du Champions Trophy pour le hockey masculin. Il a eu lieu du 23 juin au 1er juillet 2018 à Breda aux Pays-Bas. Le tournoi sera remplacé par la ligue professionnelle en 2019.
L'Australie remporte la compétition pour la 15e fois par une victoire contre l'Inde en finale après les shoots-outs.

## Participants
Aux côtés du pays hôte, le tenant du titre, le champion olympique, du monde et de la Ligue mondiale sont automatiquement qualifiés. Les places restantes sont nommées par le Conseil Exécutif de la FIH, confectionnera un total de six équipes en compétition. Si les équipes se sont qualifiées selon plus d'un critère, les équipes additionnelles seront également invitées par le Conseil Exécutif de la FIH,.
| Équipes   | Rang FIH | Origine de la qualification                                                  |
| --------- | -------- | ---------------------------------------------------------------------------- |
| Pays-Bas  | 4        | Pays hôte                                                                    |
| Australie | 1        | Tenant du titre et champions du monde 2014 et de la ligue mondiale 2016-2017 |
| Argentine | 2        | Champions olympiques 2016                                                    |
| Belgique  | 3        | Invité par le Conseil Exécutif de la FIH                                     |
| Inde      | 6        | Invité par le Conseil Exécutif de la FIH                                     |
| Pakistan  | 13       | Invité par le Conseil Exécutif de la FIH                                     |

## Compositions

### Pays-Bas[6]
Entraîneur : Max Caldas
| 2. Jeroen Hertzberger 4. Lars Balk 5. Thijs van Dam 6. Jonas de Geus 7. Jorrit Croon 9. Seve van Ass (C) | 10. Valentin Verga 11. Glenn Schuurman 13. Sander Baart 14. Robbert Kemperman 16. Mirco Pruijser 19. Bob de Voogd | 22. Sam van der Ven (GB) 23. Joep de Mol 24. Roel Bovendeert 25. Thierry Brinkman 26. Pirmin Blaak (GB) 28. Floris Wortelboer |

### Australie[7]
Entraîneur : Colin Batch
| 1. Lachlan Sharp 2. Tom Craig 4. Jake Harvie 7. Jeremy Edwards (C) 8. Johan Durst (GB) 11. Eddie Ockenden | 12. Jake Whetton 13. Blake Govers 14. Aaron Kleinschmidt 16. Tim Howard 17. Aran Zalewski 20. Matthew Swann | 22. Flynn Ogilvie 23. Daniel Beale 24. Tyler Lovell (GB) 25. Trent Mitton 29. Timothy Brand 32. Jeremy Hayward |

### Argentine[8]
Entraîneur : Germán Orozco
| 1. Juan Manuel Vivaldi (GB) 2. Gonzalo Peillat 4. Juan Gilardi 5. Pedro Ibarra (C) 6. Santiago Tarazona 9. Maico Casella | 10. Matías Paredes 11. Joaquín Menini 12. Lucas Vila 16. Ignacio Ortiz 17. Juan Martín López 18. Nicolás della Torre | 20. Isidoro Ibarra 21. Tomás Santiago (GB) 22. Matías Rey 23. Lucas Martínez 24. Nicolás Cicileo 30. Agustín Bugallo |

### Belgique[9]
Entraîneur : Shane McLeod
| 2. Loic van Doren (GB) 4. Arthur van Doren 7. John-John Dohmen 8. Florent van Aubel 9. Sébastien Dockier 10. Cédric Charlier | 11. Amaury Keusters 12. Gauthier Boccard 16. Alexander Hendrickx 17. Thomas Briels (C) 19. Félix Denayer 21. Vincent Vanasch (GB) | 22. Simon Gougnard 23. Arthur de Sloover 24. Antoine Kina 25. Loïck Luypaert 26. Victor Wegnez 27. Tom Boon |

### Inde[10]
Entraîneur : Harendra Singh
| 1. Harmanpreet Singh 2. Dilpreet Singh 4. Jarmanpreet Singh 6. Surender Kumar 7. Manpreet Singh 8. Sardar Singh | 10. Simranjeet Singh 11. Mandeep Singh 14. Lalit Upadhyay 16. Sreejesh Parattu (GB)(C) 19. Krishan Pathak (GB) 22. Varun Kumar | 24. Sunil Sowmarpet 26. Birendra Lakra 29. Chinglensana Kangujam 30. Amit Rohidas 31. Ramandeep Singh 32. Vivek Prasad |

### Pakistan[11]
Entraîneur : Roelant Oltmans
| 1. Irman Butt (GB)(C) 2. Aleem Bilal 3. Mubashar Ali 5. Toseeq Arshad 6. Rashid Mehmood 7. Muhammad Qadir | 8. Muhammad Irfan 10. Ali Shan 11. Muhammad Rizwan 13. Muhammad Irfan Jr. 14. Umar Bhutta 16. Ammad Butt | 17. Shafqat Rasool 20. Ajaz Ahmad 21. Tasawar Abbas 22. Amjad Ali (GB) 27. Abu Mahmood 31. Muhammad Yaqoob |

## Résultats
Toutes les heures correspondent aux heures locales (UTC+2).

### Premier tour
| Rang | Équipe    | J | V | N | P | BP | BC | Diff | Pts | Qualification                 |
| ---- | --------- | - | - | - | - | -- | -- | ---- | --- | ----------------------------- |
| 1    | Australie | 5 | 3 | 1 | 1 | 13 | 10 | +3   | 10  | Finale                        |
| 2    | Inde      | 5 | 2 | 2 | 1 | 10 | 6  | +4   | 8   | Finale                        |
| 3    | Pays-Bas  | 5 | 2 | 1 | 2 | 13 | 7  | +6   | 7   | Match pour la troisième place |
| 4    | Argentine | 5 | 2 | 1 | 2 | 8  | 10 | -2   | 7   | Match pour la troisième place |
| 5    | Belgique  | 5 | 1 | 3 | 1 | 10 | 13 | -3   | 6   | Match pour la cinquième place |
| 6    | Pakistan  | 5 | 1 | 0 | 4 | 7  | 15 | -8   | 3   | Match pour la cinquième place |

Source: FIH
En cas d'égalité de points de plusieurs équipes à l'issue des matchs de poule, les critères suivants sont appliqués dans l'ordre indiqué pour établir leur classement.
1. Points,
2. Différence de buts,
3. Buts marqués,
4. Face à face.

1re journée
| 23 juin 2018 | Inde                                                   | 4 - 0   | Pakistan |                                                                               |                                                                               |
| 14h00        | Ramandeep 26e · Dilpreet 54e · Mandeep 57e · Lalit 60e | (1 - 0) |          | Arbitrage : Coen van Bunge Christian Blasch Arbitre vidéo : Gareth Greenfield | Arbitrage : Coen van Bunge Christian Blasch Arbitre vidéo : Gareth Greenfield |
| 14h00        | Rapport                                                |         |          | Arbitrage : Coen van Bunge Christian Blasch Arbitre vidéo : Gareth Greenfield | Arbitrage : Coen van Bunge Christian Blasch Arbitre vidéo : Gareth Greenfield |

|       | Pays-Bas     | 1 - 2   | Argentine                 |                                                                        |                                                                        |
| 16h00 | Pruijser 14e | (1 - 0) | 34e Peillat · 60e Paredes | Arbitrage : Bruce Bale Jakub Mejzlik Arbitre vidéo : Sébastien Duterme | Arbitrage : Bruce Bale Jakub Mejzlik Arbitre vidéo : Sébastien Duterme |
| 16h00 | Rapport      |         |                           | Arbitrage : Bruce Bale Jakub Mejzlik Arbitre vidéo : Sébastien Duterme | Arbitrage : Bruce Bale Jakub Mejzlik Arbitre vidéo : Sébastien Duterme |

|       | Australie                            | 3 - 3   | Belgique                                |                                                                                   |                                                                                   |
| 18h00 | Mitton 20e · Sharp 21e · Whetton 50e | (2 - 1) | 9e Charlier · 37e De Sloover · 47e Boon | Arbitrage : German Montes de Oca Gareth Greenfield Arbitre vidéo : Coen van Bunge | Arbitrage : German Montes de Oca Gareth Greenfield Arbitre vidéo : Coen van Bunge |
| 18h00 | Rapport                              |         |                                         | Arbitrage : German Montes de Oca Gareth Greenfield Arbitre vidéo : Coen van Bunge | Arbitrage : German Montes de Oca Gareth Greenfield Arbitre vidéo : Coen van Bunge |

2e journée
| 24 juin 2018 | Argentine   | 1 - 2   | Inde                          |                                                                            |                                                                            |
| 12h00        | Peillat 30e | (1 - 2) | 17e Harmanpreet · 28e Mandeep | Arbitrage : Christian Blasch Federico Garcia Arbitre vidéo : Jakub Mejzlik | Arbitrage : Christian Blasch Federico Garcia Arbitre vidéo : Jakub Mejzlik |
| 12h00        | Rapport     |         |                               | Arbitrage : Christian Blasch Federico Garcia Arbitre vidéo : Jakub Mejzlik | Arbitrage : Christian Blasch Federico Garcia Arbitre vidéo : Jakub Mejzlik |

|       | Pays-Bas                                                             | 6 - 1   | Belgique   |                                                                               |                                                                               |
| 14h00 | Van Ass 4e · Bovendeert (2x)6e · Hertzberger 22e, 58e · Pruijser 29e | (5 - 0) | 41e Dohmen | Arbitrage : Bruce Bale Gareth Greenfield Arbitre vidéo : German Montes de Oca | Arbitrage : Bruce Bale Gareth Greenfield Arbitre vidéo : German Montes de Oca |
| 14h00 | Rapport                                                              |         |            | Arbitrage : Bruce Bale Gareth Greenfield Arbitre vidéo : German Montes de Oca | Arbitrage : Bruce Bale Gareth Greenfield Arbitre vidéo : German Montes de Oca |

|       | Australie               | 2 - 1   | Pakistan |                                                                                 |                                                                                 |
| 16h00 | Mitton 12e · Govers 56e | (1 - 1) | 9e Ajaz  | Arbitrage : Sébastien Duterme Hideki Kinoshita Arbitre vidéo : Christian Blasch | Arbitrage : Sébastien Duterme Hideki Kinoshita Arbitre vidéo : Christian Blasch |
| 16h00 | Rapport                 |         |          | Arbitrage : Sébastien Duterme Hideki Kinoshita Arbitre vidéo : Christian Blasch | Arbitrage : Sébastien Duterme Hideki Kinoshita Arbitre vidéo : Christian Blasch |

3e journée
| 26 juin 2018 | Argentine   | 1 - 1   | Belgique     |                                                                     |                                                                     |
| 18h00        | Peillat 14e | (1 - 0) | 37e Keusters | Arbitrage : Coen van Bunge Bruce Bale Arbitre vidéo : Jakub Mejzlik | Arbitrage : Coen van Bunge Bruce Bale Arbitre vidéo : Jakub Mejzlik |
| 18h00        | Rapport     |         |              | Arbitrage : Coen van Bunge Bruce Bale Arbitre vidéo : Jakub Mejzlik | Arbitrage : Coen van Bunge Bruce Bale Arbitre vidéo : Jakub Mejzlik |

|       | Pays-Bas                                               | 4 - 0   | Pakistan |                                                                                 |                                                                                 |
| 20h00 | Kemperman 25e · Verga 29e · Van Dam 47e · Pruijser 50e | (2 - 0) |          | Arbitrage : Sébastien Duterme Federico Garcia Arbitre vidéo : Gareth Greenfield | Arbitrage : Sébastien Duterme Federico Garcia Arbitre vidéo : Gareth Greenfield |
| 20h00 | Rapport                                                |         |          | Arbitrage : Sébastien Duterme Federico Garcia Arbitre vidéo : Gareth Greenfield | Arbitrage : Sébastien Duterme Federico Garcia Arbitre vidéo : Gareth Greenfield |

| 27 juin 2018 | Australie                         | 3 - 2   | Inde                        |                                                                              |                                                                              |
| 15h00        | Sharp 6e · Craig 15e · Mitton 33e | (2 - 1) | 10e Varun · 58e Harmanpreet | Arbitrage : German Montes de Oca Hideki Kinoshita Arbitre vidéo : Bruce Bale | Arbitrage : German Montes de Oca Hideki Kinoshita Arbitre vidéo : Bruce Bale |
| 15h00        | Rapport                           |         |                             | Arbitrage : German Montes de Oca Hideki Kinoshita Arbitre vidéo : Bruce Bale | Arbitrage : German Montes de Oca Hideki Kinoshita Arbitre vidéo : Bruce Bale |

4e journée
| 28 juin 2018 | Argentine   | 1 - 4   | Pakistan                                           |                                                                                |                                                                                |
| 15h00        | Paredes 29e | (1 - 1) | 10e Muhammad · 47e Mubashar · 49e Ajaz · 58e Aleem | Arbitrage : Sébastien Duterme Hideki Kinoshita Arbitre vidéo : Federico Garcia | Arbitrage : Sébastien Duterme Hideki Kinoshita Arbitre vidéo : Federico Garcia |
| 15h00        | Rapport     |         |                                                    | Arbitrage : Sébastien Duterme Hideki Kinoshita Arbitre vidéo : Federico Garcia | Arbitrage : Sébastien Duterme Hideki Kinoshita Arbitre vidéo : Federico Garcia |

|       | Belgique     | 1 - 1   | Inde            |                                                                            |                                                                            |
| 17h00 | Luypaert 59e | (0 - 1) | 10e Harmanpreet | Arbitrage : Coen van Bunge German Montes de Oca Arbitre vidéo : Bruce Bale | Arbitrage : Coen van Bunge German Montes de Oca Arbitre vidéo : Bruce Bale |
| 17h00 | Rapport      |         |                 | Arbitrage : Coen van Bunge German Montes de Oca Arbitre vidéo : Bruce Bale | Arbitrage : Coen van Bunge German Montes de Oca Arbitre vidéo : Bruce Bale |

|       | Pays-Bas     | 1 - 3   | Australie                    |                                                                              |                                                                              |
| 19h30 | Pruijser 23e | (1 - 1) | 30e Harvie · 35e, 55e Govers | Arbitrage : Christian Blasch Gareth Greenfield Arbitre vidéo : Jakub Mejzlik | Arbitrage : Christian Blasch Gareth Greenfield Arbitre vidéo : Jakub Mejzlik |
| 19h30 | Rapport      |         |                              | Arbitrage : Christian Blasch Gareth Greenfield Arbitre vidéo : Jakub Mejzlik | Arbitrage : Christian Blasch Gareth Greenfield Arbitre vidéo : Jakub Mejzlik |

5e journée
| 29 juin 2018 | Belgique                                                 | 4 - 2   | Pakistan       |                                                                         |                                                                         |
| 15h00        | Briels 36e · Keusters 39e · Charlier 51e · Van Aubel 54e | (0 - 1) | 11e, 38e Aleem | Arbitrage : Bruce Bale Federico Garcia Arbitre vidéo : Christian Blasch | Arbitrage : Bruce Bale Federico Garcia Arbitre vidéo : Christian Blasch |
| 15h00        | Rapport                                                  |         |                | Arbitrage : Bruce Bale Federico Garcia Arbitre vidéo : Christian Blasch | Arbitrage : Bruce Bale Federico Garcia Arbitre vidéo : Christian Blasch |

| 30 juin 2018 | Australie      | 2 - 3   | Argentine             |                                                                              |                                                                              |
| 14h00        | Brand 16e, 52e | (1 - 2) | 13e, 21e, 51e Peillat | Arbitrage : Coen van Bunge Sébastien Duterme Arbitre vidéo : Federico Garcia | Arbitrage : Coen van Bunge Sébastien Duterme Arbitre vidéo : Federico Garcia |
| 14h00        | Rapport        |         |                       | Arbitrage : Coen van Bunge Sébastien Duterme Arbitre vidéo : Federico Garcia | Arbitrage : Coen van Bunge Sébastien Duterme Arbitre vidéo : Federico Garcia |

|       | Pays-Bas     | 1 - 1   | Inde        |                                                                              |                                                                              |
| 16h00 | Brinkman 55e | (0 - 0) | 47e Mandeep | Arbitrage : Christian Blasch Gareth Greenfield Arbitre vidéo : Jakub Mejzlik | Arbitrage : Christian Blasch Gareth Greenfield Arbitre vidéo : Jakub Mejzlik |
| 16h00 | Rapport      |         |             | Arbitrage : Christian Blasch Gareth Greenfield Arbitre vidéo : Jakub Mejzlik | Arbitrage : Christian Blasch Gareth Greenfield Arbitre vidéo : Jakub Mejzlik |

### Phase de classement

#### Cinquième et sixième place
| 1er juillet 2018 | Belgique                                                | 2 - 2             | Pakistan                            |                                                                                   |                                                                                   |
| 11h30            | Boon 27e · Van Aubel 34e                                | (1 - 1)           | 16e Ali · 60e Toseeq                | Arbitrage : Coen van Bunge German Montes de Oca Arbitre vidéo : Gareth Greenfield | Arbitrage : Coen van Bunge German Montes de Oca Arbitre vidéo : Gareth Greenfield |
| 11h30            | Rapport                                                 |                   |                                     | Arbitrage : Coen van Bunge German Montes de Oca Arbitre vidéo : Gareth Greenfield | Arbitrage : Coen van Bunge German Montes de Oca Arbitre vidéo : Gareth Greenfield |
| 11h30            | Gougnard · Denayer · Wegnez · A. Van Doren · De Sloover | Tirs au but 2 - 1 | Toseeq · Abu · Umar · Ali · Shafqat | Arbitrage : Coen van Bunge German Montes de Oca Arbitre vidéo : Gareth Greenfield | Arbitrage : Coen van Bunge German Montes de Oca Arbitre vidéo : Gareth Greenfield |

#### Troisième et quatrième place
| 1er juillet 2018 | Pays-Bas                       | 2 - 0   | Argentine |                                                                      |                                                                      |
| 13h45            | Hertzberger 47e · Pruijser 54e | (0 - 0) |           | Arbitrage : Bruce Bale Federico Garcia Arbitre vidéo : Jakub Mejzlik | Arbitrage : Bruce Bale Federico Garcia Arbitre vidéo : Jakub Mejzlik |
| 13h45            | Rapport                        |         |           | Arbitrage : Bruce Bale Federico Garcia Arbitre vidéo : Jakub Mejzlik | Arbitrage : Bruce Bale Federico Garcia Arbitre vidéo : Jakub Mejzlik |

#### Finale
| 1er juillet 2018 | Australie                                  | 1 - 1             | Inde                                    |                                                                              |                                                                              |
| 16h00            | Govers 28e                                 | (1 - 0)           | 42e Vivek                               | Arbitrage : Christian Blasch Gareth Greenfield Arbitre vidéo : Jakub Mejzlik | Arbitrage : Christian Blasch Gareth Greenfield Arbitre vidéo : Jakub Mejzlik |
| 16h00            | Rapport                                    |                   |                                         | Arbitrage : Christian Blasch Gareth Greenfield Arbitre vidéo : Jakub Mejzlik | Arbitrage : Christian Blasch Gareth Greenfield Arbitre vidéo : Jakub Mejzlik |
| 16h00            | Zalewski · Beale · Swann · Craig · Edwards | Tirs au but 3 - 1 | Sardar · Harmanpreet · Lalit · Manpreet | Arbitrage : Christian Blasch Gareth Greenfield Arbitre vidéo : Jakub Mejzlik | Arbitrage : Christian Blasch Gareth Greenfield Arbitre vidéo : Jakub Mejzlik |

## Statistiques

### Classement final
| Rang               | Équipe    | J | V | N | P | BP | BC | Diff | Pts | Classement final   |
| ------------------ | --------- | - | - | - | - | -- | -- | ---- | --- | ------------------ |
| Médaille d'or      | Australie | 6 | 3 | 2 | 1 | 14 | 11 | +3   | 11  | Médaille d'or      |
| Médaille d'argent  | Inde      | 6 | 2 | 3 | 1 | 11 | 7  | +4   | 9   | Médaille d'argent  |
| Médaille de bronze | Pays-Bas  | 6 | 3 | 1 | 2 | 15 | 7  | +8   | 10  | Médaille de bronze |
| 4                  | Argentine | 6 | 2 | 1 | 3 | 8  | 12 | -4   | 7   | Quatrième place    |
| 5                  | Belgique  | 6 | 1 | 4 | 1 | 12 | 15 | -3   | 7   | Cinquième place    |
| 6                  | Pakistan  | 6 | 1 | 1 | 4 | 9  | 17 | -8   | 4   | Sixième place      |

### Récompenses
Les récompenses individuelles suivantes ont été décernées à la fin du tournoi:
| Meilleur but marqué                                        | Meilleur entraîneur | Meilleur jeune | Meilleur gardien | Meilleur buteur | Meilleur joueur |
| ---------------------------------------------------------- | ------------------- | -------------- | ---------------- | --------------- | --------------- |
| Mirco Pruijser - Cinquième but du match contre la Belgique | Colin Batch         | Jake Harvie    | Sreejesh Parattu | Gonzalo Peillat | Aran Zalewski   |

### Buteurs
69 buts ont été inscrits en 18 rencontres soit une moyenne de 3.83 buts par match.
| 6 buts - Gonzalo Peillat 5 buts - Mirco Pruijser 4 buts - Blake Govers 3 buts - Jeroen Hertzberger - Trent Mitton - Harmanpreet Singh - Mandeep Singh - Aleem Bilal 2 buts - Roel Bovendeert - Lachlan Sharp | - Tim Brand - Matías Paredes - Florent van Aubel - Cédric Charlier - Amaury Keusters - Tom Boon - Ajaz Ahmad 1 but - Thijs van Dam - Seve van Ass - Valentin Verga | - Robbert Kemperman - Thierry Brinkman - Tom Craig - Jake Harvie - Jake Whetton - John-John Dohmen - Thomas Briels - Arthur de Sloover - Loick Luypaert | - Dilpreet Singh - Lalit Upadhyay - Varun Kumar - Ramandeep Singh - Vivek Prasad - Mubashar Ali - Toseeq Arshad - Ali Shan - Muhammad Irfan Junior |